# 금수염풀
금수염풀(金鬚髥-, 학명: Chrysopogon gryllus 크리소포곤 그릴루스[*])은 벼과의 여러해살이 초본식물이다. 티베트부터 프랑스에 이르기까지 남아시아와 서남아시아, 캅카스, 동남유럽, 동유럽, 중앙유럽, 남유럽에 걸쳐 분포한다.

## 사진

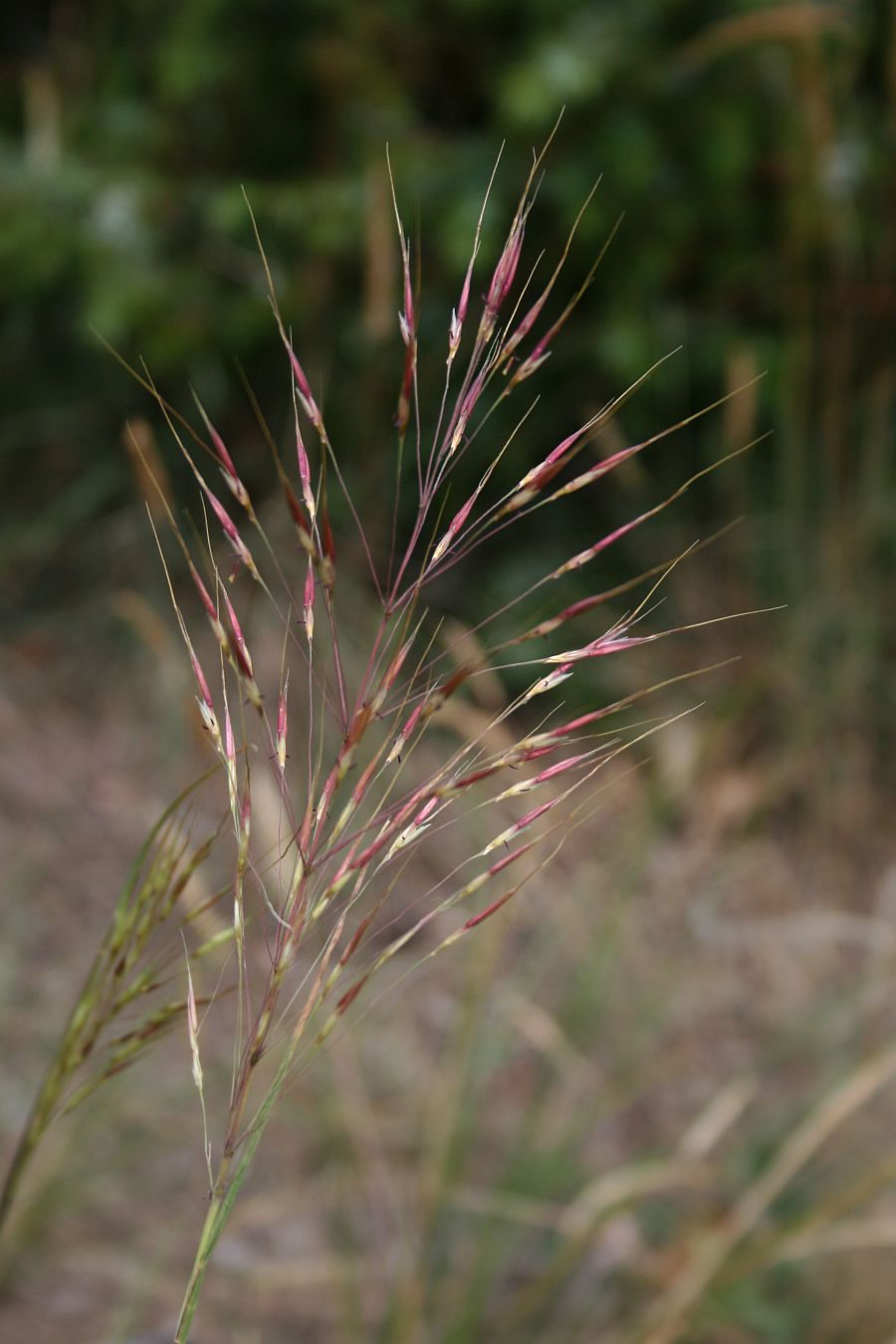
금수염풀